# Eugeniusz Kaźmierski
Eugeniusz Kaźmierski (ur. 3 stycznia 1931 w Drozdowie, zm. 21 grudnia 2011 w Portland) – polski szermierz i trener szermierki, medalista mistrzostw Polski i letniej uniwersjady, z zawodu lekarz.

## Życiorys
Był zawodnikiem ZZK Łódź i AZS-AWF Warszawa (1950–1958), jego trenerem był m.in. Kazimierz Laskowski. W 1948 został akademickim mistrzem Polski w szpadzie. W 1957 zdobył brązowy medal mistrzostw Polski drużynowo we florecie, w 1957 został wicemistrzem Polski drużynowo we florecie. W 1959 zdobył brązowy medal letniej uniwersjady drużynowo w szabli (z Bronisławem Borowskim, Emilem Ochyrą i Ryszardem Parulskim).
W 1953 ukończył studia w Akademii Wychowania Fizycznego w Warszawie, gdzie obronił pracę magisterską Próba analizy tempa szermierczego. Był także absolwentem Akademii Medycznej w Warszawie.
W latach 1955–1959 pracował jako trener w Pałacu Młodzieży w Warszawie, w latach 1959–1962 w AZS-AWF Warszawa, w tym ostatnim klubie był także kierownikiem sekcji szermierczej.
W 1962 został członkiem zarządu Polskiego Związku Szermierczego.
Wyemigrował w 1963, mieszkał w Finlandii i od 1963 w USA, gdzie pracował jako lekarz.